# 羲皇臺

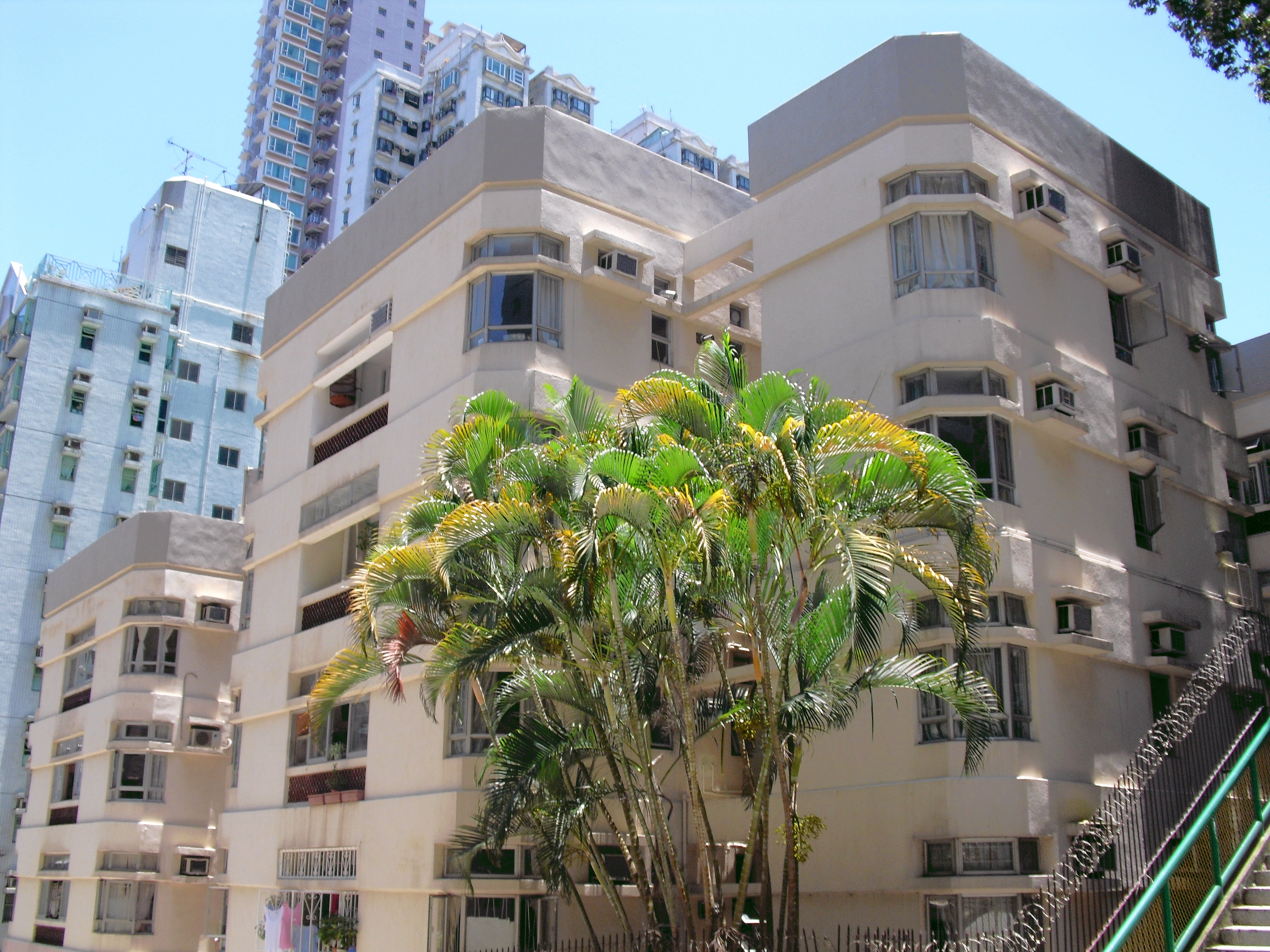
羲皇臺的外觀

羲皇臺（通稱羲皇台），位於香港堅尼地城，是西環七臺之一，原是一群古舊的唐樓，當局在1981年以舊樓群列為危樓為由，被香港房屋協會收回發展，並由市區改善計劃重建成同名物業。兩旁分邊連接山市街和李寶龍路，附近有桃李臺和青蓮臺。
西環七臺中有六臺均以中國唐代詩人李白命名，其中太白臺的「太白」正是李白的字；青蓮臺取自李白的號青蓮居士；桃李臺的出處源於李白古文作品《春夜宴桃李園序》；羲皇臺的由來是李白曾在《戲贈鄭溧陽》的詩句中自稱羲皇人；學士臺指的是唐玄宗任李白為翰林學士；紫蘭臺的「紫蘭」曾在李白的《答杜秀才五松見贈》詩提及過：「浮雲蔽日去不返，總為秋風摧紫蘭」。李寶龍臺則以十分鍾愛李白的西環七臺住宅區地產商李寶龍命名。

## 屋苑概況
羲皇臺屋苑位於羲皇臺1號，在1987年落成，屬低密度私樓，環境清靜，共有12座，每座4層高。屋苑設有24小時保安。由於建於半山，所以要經樓梯步行而上。屋苑的門口分別設於山市街和李寶龍路，以山市街的作為正門。屋苑內第5及6座地下有一個商舖舖位，面積為164平方米，需經屋苑門口前往。
屋苑仍保留拆卸重建前的石碑，放左面向山市街的門前，作為該住宅的門牌。

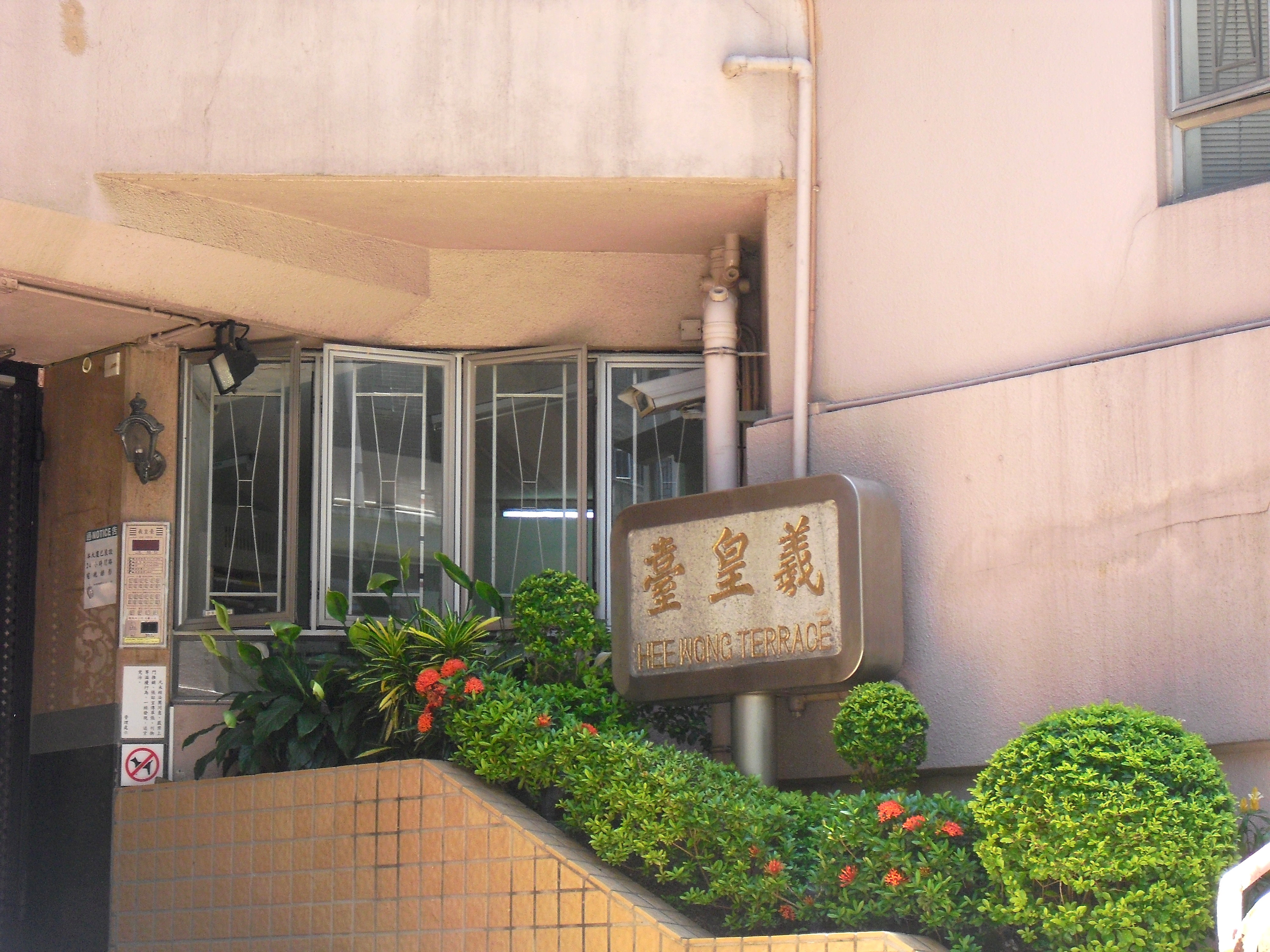
羲皇臺門前的石碑

## 鄰近
- 盈基花園
- 學士臺
- 青蓮臺
- 寶翠園

## 註腳
1. ↑  《趣談香港街道》爾東編，ISBN 962-973-967-4，第181頁
2. ↑  . 香港地方志中心.   [2023-09-26]. （原始内容存档于2023-10-01）.
3. ↑  香港房屋協會 商舖招租資料及申請表格 （页面存档备份，存于），訪問日期為2014年1月28日